# Luften bor i mina steg
Luften bor i mina steg är en EP av den svenska popartisten Håkan Hellström, utgiven på skivbolaget Dolores Recordings den 21 januari 2002. På skivan tolkar Hellström fyra av sina favoritvisor. Hellström har blivit mycket känd med sin cover på "Visa vid vindens ängar" av Mats Paulson, originalet spelades ofta i början av hans konserter under den tiden och innan.

## Låtlista
| Nr | Titel                                                                | Kompositör                       | Längd |
| -- | -------------------------------------------------------------------- | -------------------------------- | ----- |
| 1. | Visa vid vindens ängar                                               | Mats Paulson                     | 5:14  |
| 2. | Äntligen på väg                                                      | Ted Gärdestad, Kenneth Gärdestad | 2:28  |
| 3. | Trubbel                                                              | Olle Adolphson                   | 3:57  |
| 4. | Jag ger dig min morgon (Svensk tolkning av "I Give You the Morning") | Tom Paxton, Fred Åkerström       | 4:47  |

## Medverkande

### Musiker
- Daniel Gilbert - gitarr
- Timo Räisänen - gitarr, bakgrundssång, mandolin, melodica, klockor
- Oscar Wallblom - bas
- Stefan Sporsén - trumpet, valthorn, orgel, piano
- Finn Björnulfsson - congas, maracas
- Fredrik Sandsten - trummor, timbales, tamburin
- Björn Olsson - cittra

### Produktion
- Mattias Glavå, Timo Räisänen - producenter
- Mattias Glavå - inspelning, mixning
- Björn Engelmann, Håkan Åkesson[förtydliga] - mastering
- Henrik Persson - skivomslag

## Listplaceringar
| Lista (2002-2003, 2006) | Topplacering |
| ----------------------- | ------------ |
| Norge                   | 8            |
| Sverige                 | 1            |